# Flodiller
Flodiller (Mustela lutreola) är en art i släktet Mustela som tillhör familjen mårddjur. Djuret förekom tidigare över stora delar av Europa men idag finns bara isolerade populationer kvar och den kategoriseras som starkt hotad (EN). Genom historien har den främst jagats för sin päls, som kallats nerts.

## Utseende
Flodillerns smala kropp är mellan 28 och 43 cm, och honor väger upp till 600 g medan hanar kan väga upp till 1 kg. Vissa källor anger dock maxvikten till 1,5 kg. Svansen är 12 till 19 cm lång. Extremiteterna och svansen är korta i jämförelse med kroppen. Den har  mörkbrun till svartaktig päls som är ljusare på buken. Vid munnen och underkäken är den vit. Några individer har även vita fläckar på halsens framsida eller på bröstet. Pälsen är, speciellt på vintern, mycket tät och svårgenomtränglig för vatten..
Liksom andra arter inom släktet har den bara lite simhud mellan fingrar och tår. Vinterpälsen är längre och tätare men med samma färg som sommarpälsen.
I motsats till den vanliga illern har flodillern underull och täckhår som är bruna. Illerns underull är grå och dessutom har arten flera svarta täckhår inblandade. Dessutom förekommer flera skillnader i kraniets och tändernas anatomi. Både under- och överläpp är vit hos flodillern medan minken endast har vit underläpp (enstaka undantag förekommer). Den andra premolaren i överkäken har hos minken två rötter och hos flodillern en rot.

## Utbredning
Tidigare förekom flodillern i stora delar av Europa. Utbredningsområdet gick från norra Spanien till västra Sibirien och söderut till Kaukasus. På grund av jakt, förstöringen av deras levnadsområde och konkurrensen med den amerikanska minken är flodillern utdöd över stora delar av kontinenten. Idag finns isolerade populationer av flodillrar i Ryssland, Belarus, Rumänien, södra Frankrike och norra Spanien samt på några större öar i Estland.

## Ekologi

### Habitat
Den förekommer vid vattendrag eller insjöar omgivna av tät buskvegetation. Avståndet från vattnet är nästan aldrig mer än 100 meter. Arten föredrar mindre vattendrag där det inte bildas ett fullständigt istäcke under vintern. Den födosöker i vattnet, har bra sim- och dykförmåga och använder då både fram- och baktassar.

### Revir och bo
Flodillrar lever ensamma och har ett särskilt avgränsat territorium. Området för en individ är ungefär 15 till 20 hektar stort. Detta mårddjur är aktivt under skymningen och natten och vilar under dagen i sitt gryt. Flodillern gräver bon själv eller använder sådana som andra djur har skapat. Ibland vilar den även i mindre grottor eller i trädens rotsystem. Varje individ har allmänt tre bon i reviret. Boet fodras med gräs, fjädrar och hår från gnagare. Några individer faller offer för minken, för den vanliga illern, för kungsörnen och för större ugglor. 

### Föda
Flodillern jagar många olika byten som bisam och andra sorkar, mullvadar, näbbmöss, fåglar, groddjur, fiskar och kräftdjur. Även viss växtföda tas. När det bildas is på vattnet passar de på att hålla ett hål öppet över hela vintern för att komma åt byten. De kan även vandra till andra revir under hösten eller vintern för att få bättre tillgång till öppna vattendrag.

### Fortplantning
Parningstiden infaller i februari och mars. Efter en 35 till 72 dagars lång dräktighet föder honan sina ungar i april eller maj. En kull omfattar två till sju, i genomsnitt fyra eller fem ungar. Honan slutar att ge di efter 10 veckor och ungarna är självständiga efter 2,5 till 4 månader. Könsmognad inträffar vid ungefär ett års ålder. Den maximala livslängden uppgår till sju år.

## Flodillern och människan
På grund av följande faktorer räknas flodillern idag till de mest hotade arterna i Europa:
Det har under långa tider skett en omfattande jakt på dessa djur. Även om deras päls betraktades som mindre värdefull än minkens päls (bådas kallades för nerts), så fångades till exempel i Sovjetunionen under 1920-talet varje år nästan 50 000 individer. Däremot hölls inte flodiller i pälsfarmer. Andra skadliga effekter är förstöringen av deras levnadsområde genom skogsröjning och ombyggnad av floder till rakare vattendrag. Även skapandet av kraftstationer och minskad vattenkvalitet är större hot.
Sedan 1940-talet tillkom ett ytterligare hot då minkar i europeiska pälsfarmer rymde eller blev frisläppta.  Dessa djur var oftast robustare och mer anpassningsbara än sina europeiska släktingar och trängde ut dessa från sina områden. Forskarna är emellertid oeniga, och även konkurrens från illern antas spela in.
Hela beståndet uppskattas idag till några tusen individer. IUCN listar arten som starkt hotad (EN, underklassificering "A2ce"). Djurparken i Tallinn har sedan 1990-talet ett framgångsrikt uppfödnings- och utplanteringsprogram av flodiller.